# Bruno Cabrerizo
Bruno Cabrerizo (Rio de Janeiro, 19 juli 1979) is een voormalig Braziliaans voetballer.

## Carrière
Bruno Cabrerizo speelde in 2003 voor Sagan Tosu.